# Шапел Сен Совер (Атлантска Лоара)
Шапел Сен Совер (фр. Chapelle-Saint-Sauveur) насеље је и општина у западној Француској у региону Лоара, у департману Атлантска Лоара која припада префектури Ансани.
По подацима из 2011. године у општини је живело 790 становника, а густина насељености је износила 42,25 становника/km². Општина се простире на површини од 18,7 km². Налази се на средњој надморској висини од 74 метара (максималној 76 m, а минималној 32 m).

## Демографија
| 1962. | 1968. | 1975. | 1982. | 1990. | 1999. | 2011. |
| ----- | ----- | ----- | ----- | ----- | ----- | ----- |
| 644   | 664   | 617   | 596   | 618   | 627   | 790   |

График промене броја становника у току последњих година